# Мементо (парк)
Парк «Мементо» — музей в Будапеште, созданный по проекту Акоша Элееда и открывшийся в 1993 году. Основную часть парка занимает собрание скульптур социалистического периода истории Венгрии общей численностью в 40 экспонатов. Большая часть этих скульптур была демонтирована в 1989 году и свезена в парк, где был создан музей под открытым небом.
В парке находятся памятники Марксу и Энгельсу, Ленину, венгерским коммунистам во главе с лидером Венгерской революции 1919 года Белой Куном, памятники парламентёрам Илье Остапенко и Миклошу Штейнмецу, погибшим в 1944 году. В парке воссоздана атмосфера коммунистической эпохи, здесь можно увидеть, например, старую типовую телефонную будку и автомобиль Trabant производства ГДР.

## Галерея

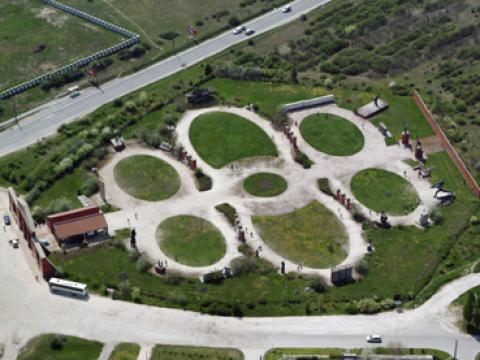
Аэрофотосъёмка парка.
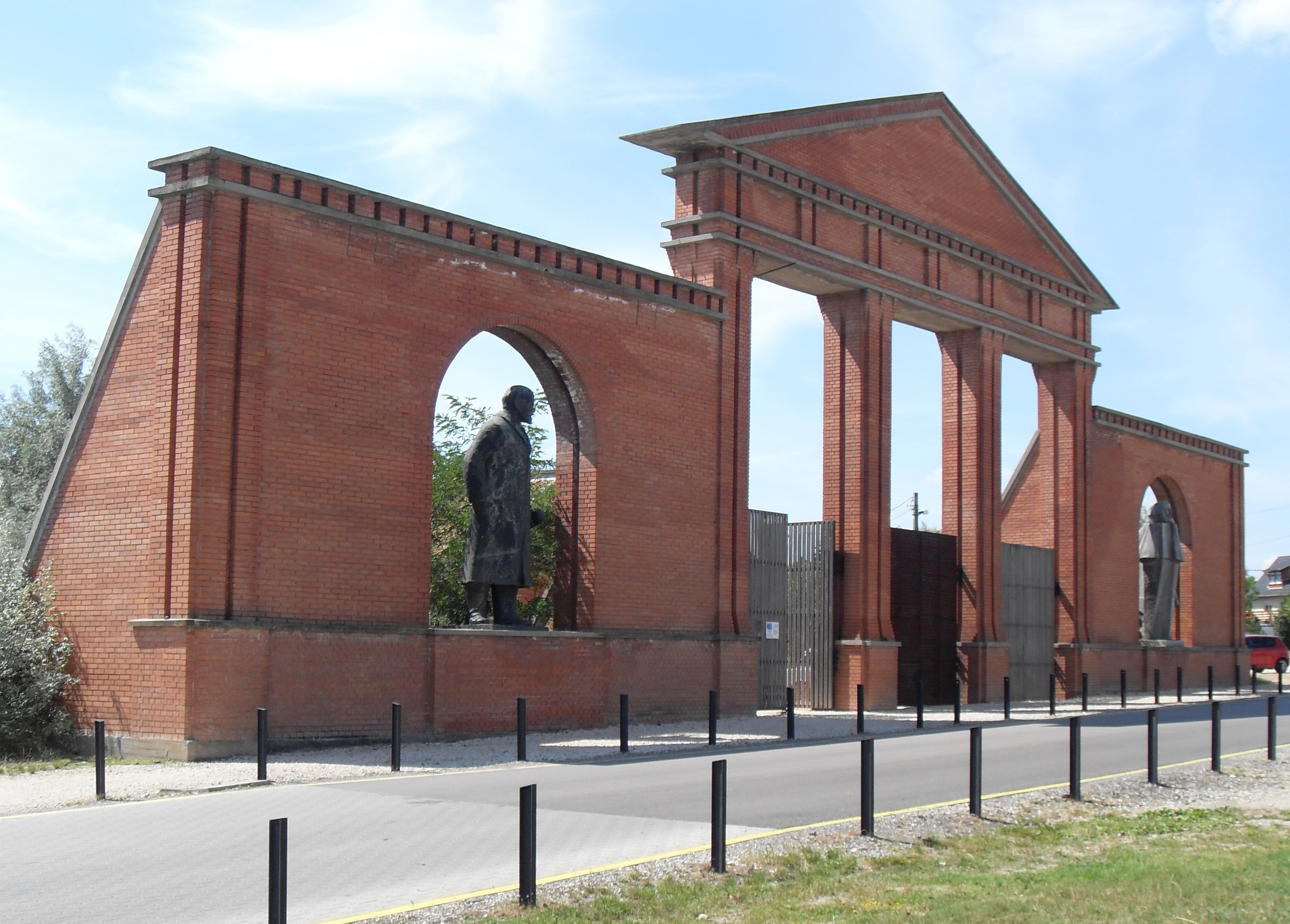
Главный вход в парк «Мементо»: Ленин, Маркс и Энгельс
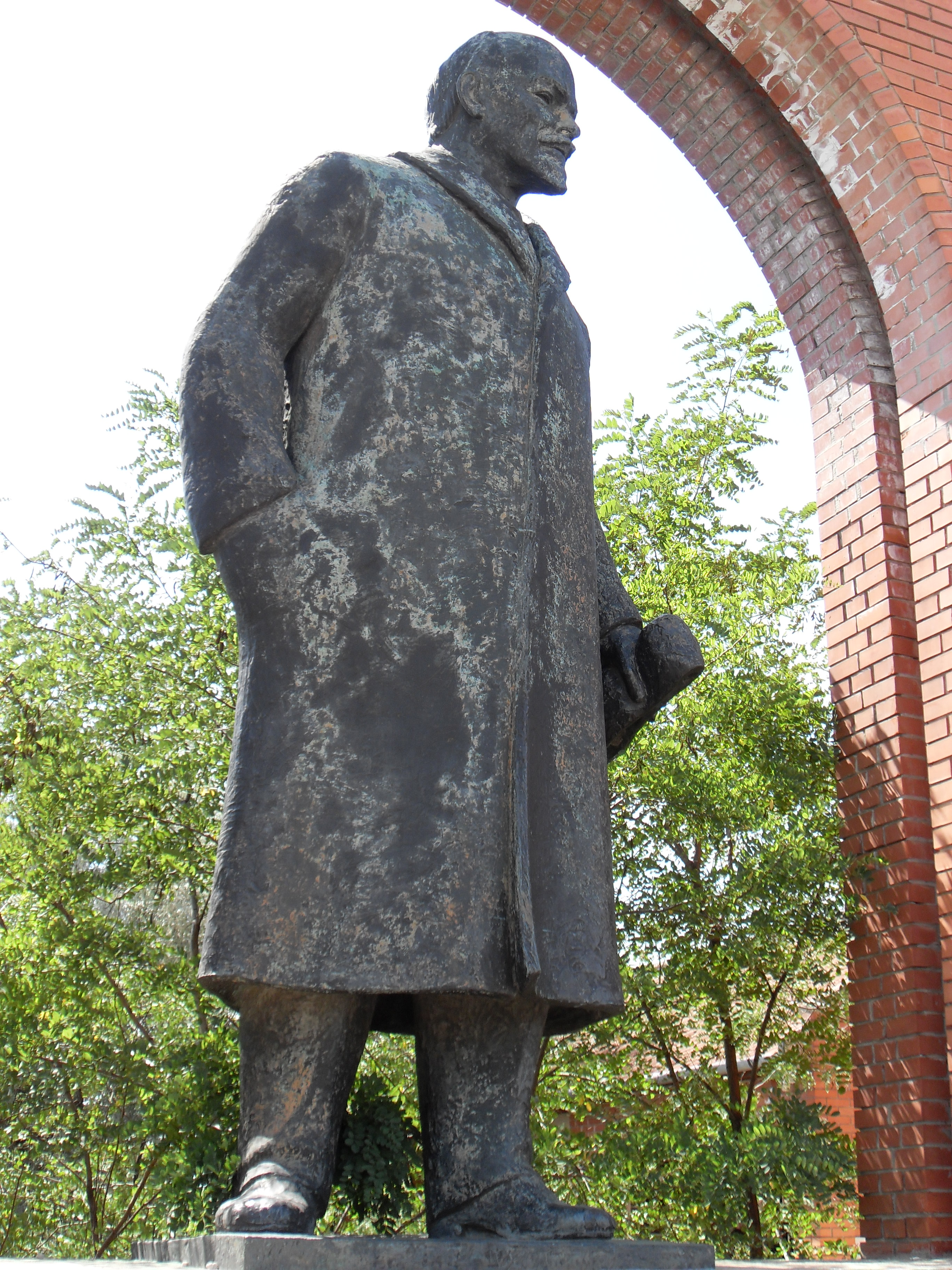
Статуя Ленина с бульвара Дьёрдя Дожи
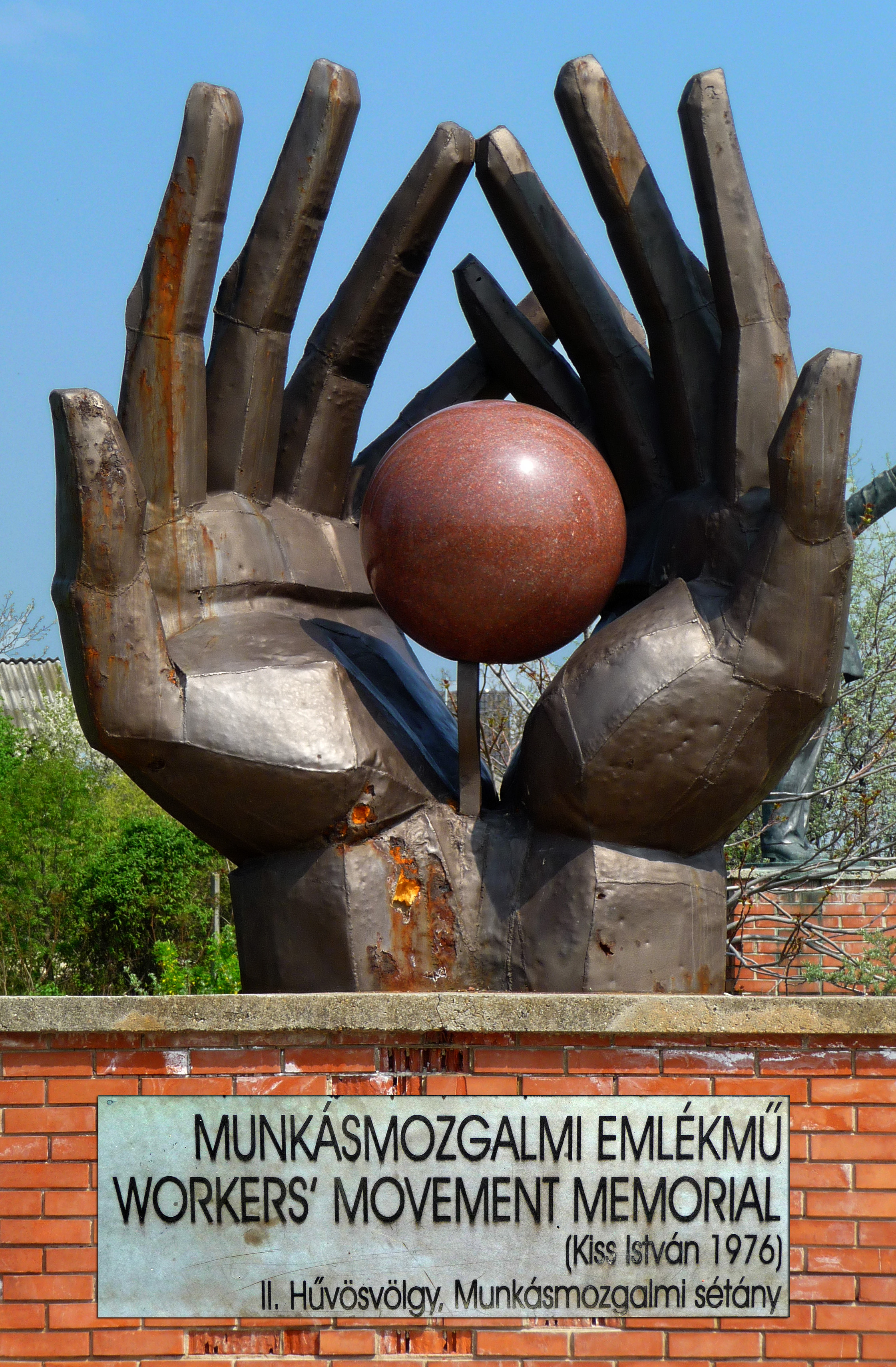
Мемориал рабочего движения
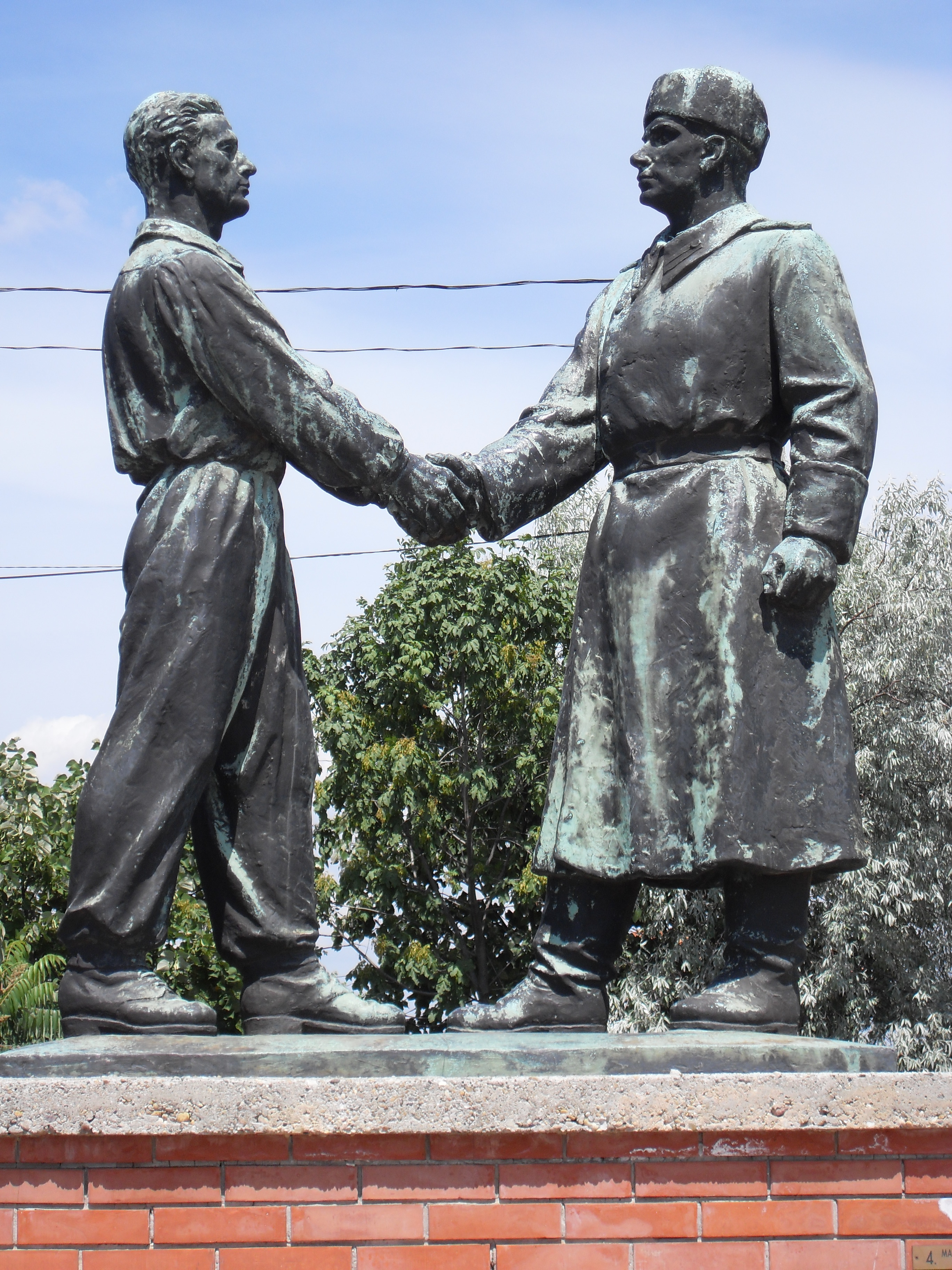
Мемориал венгерско-советской дружбы
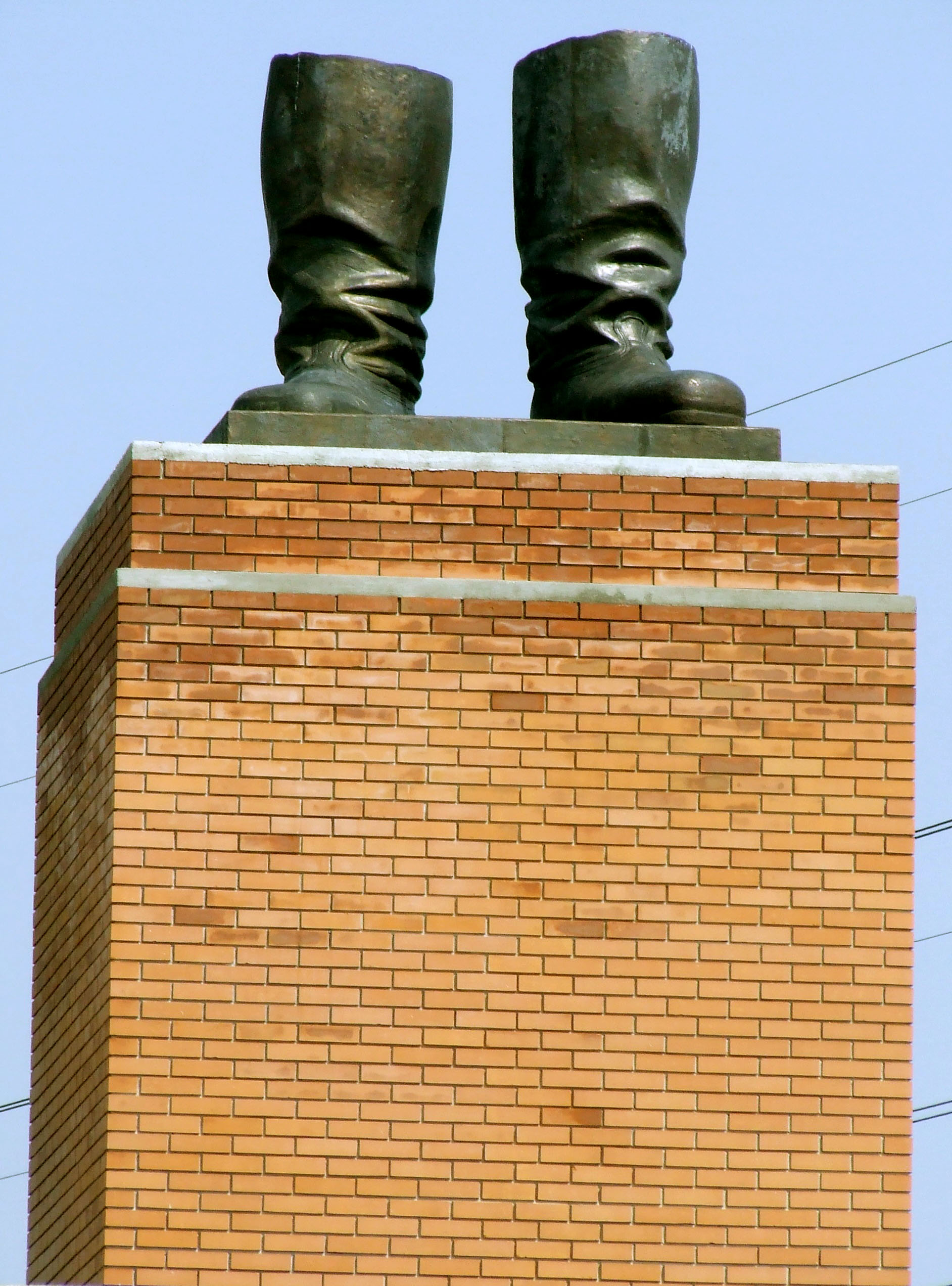
Сапоги Сталина
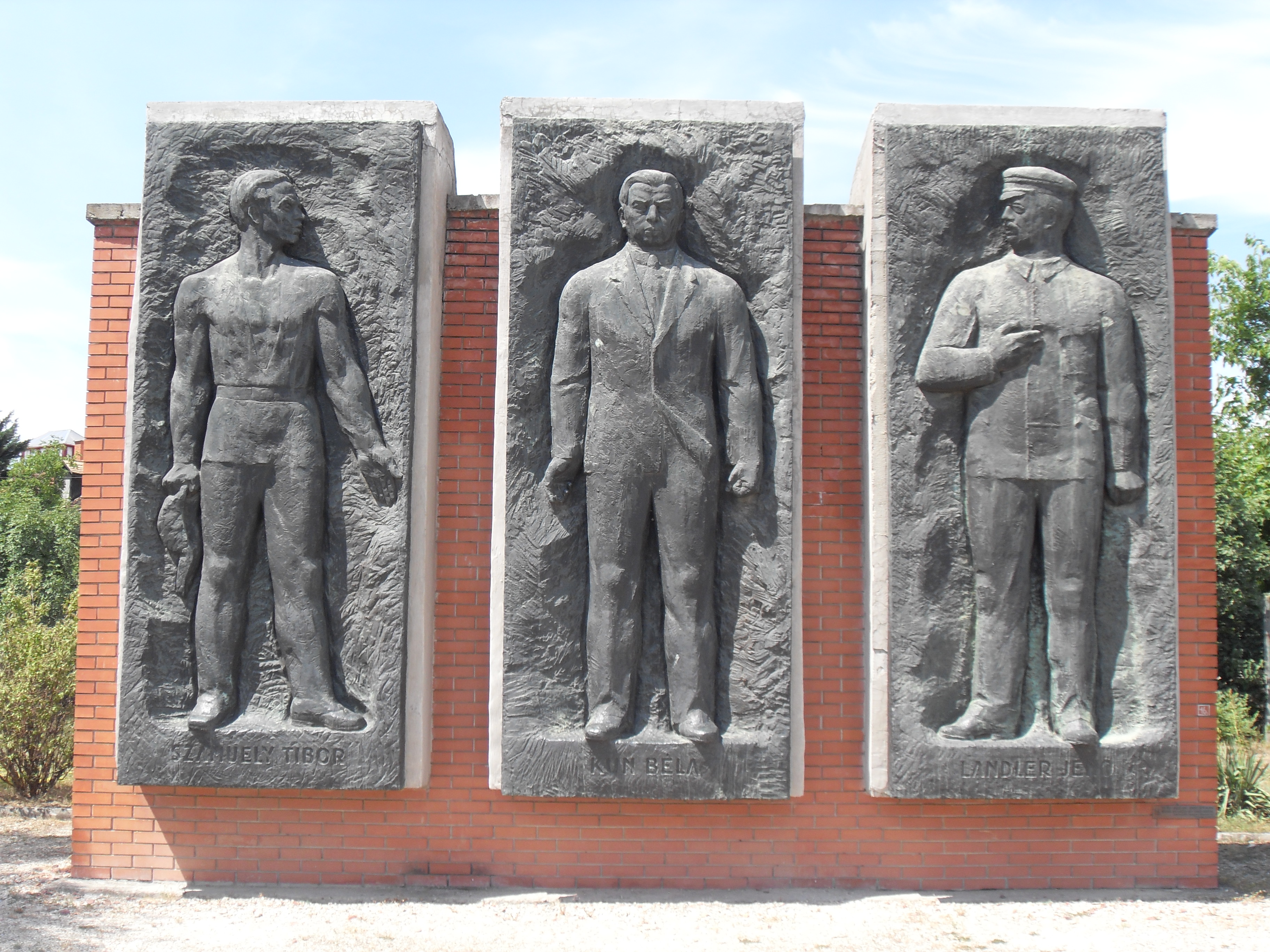
Бела Кун, Йено Ландлер и Тибор Самуэли
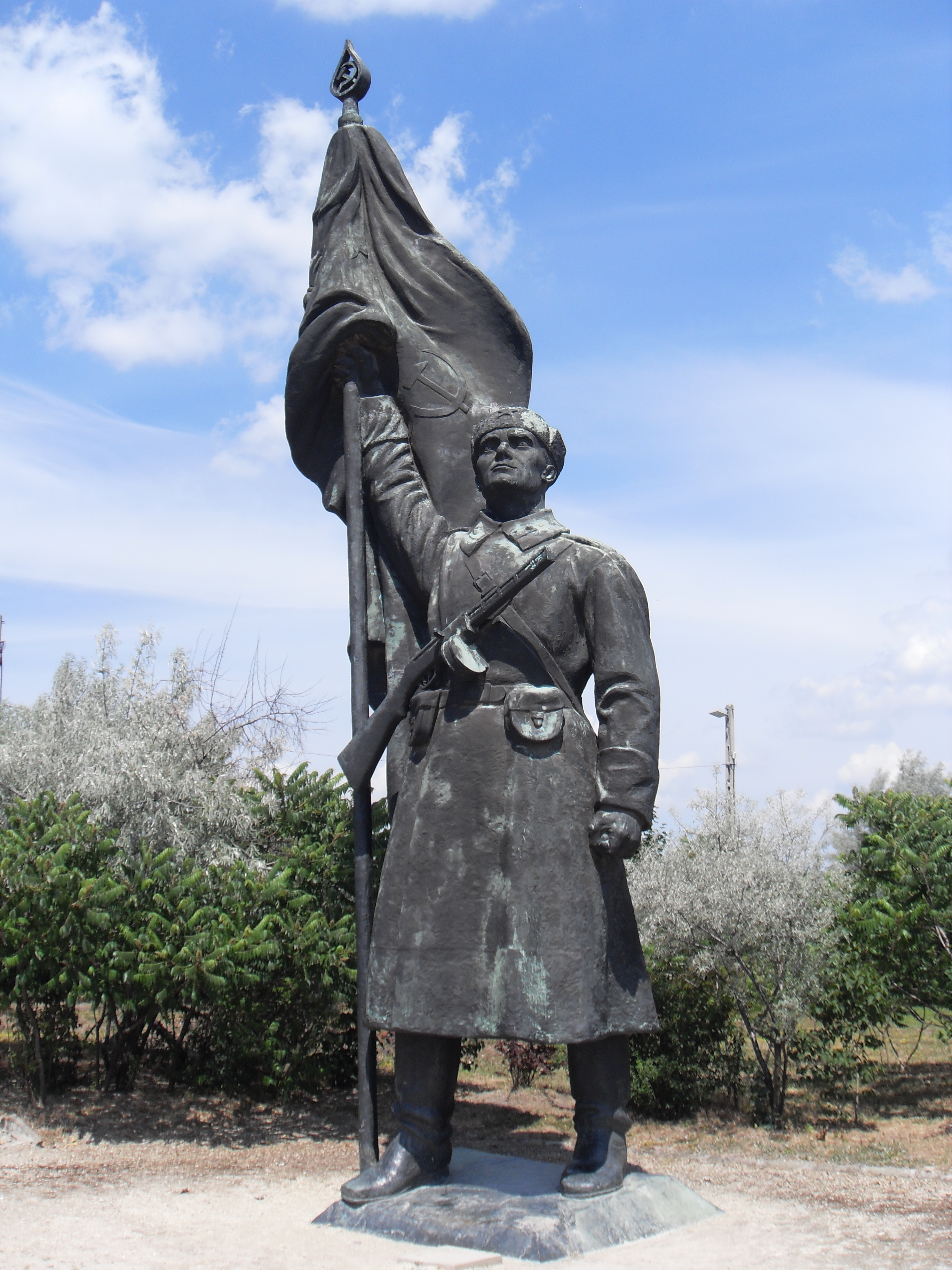
Статуя красноармейца
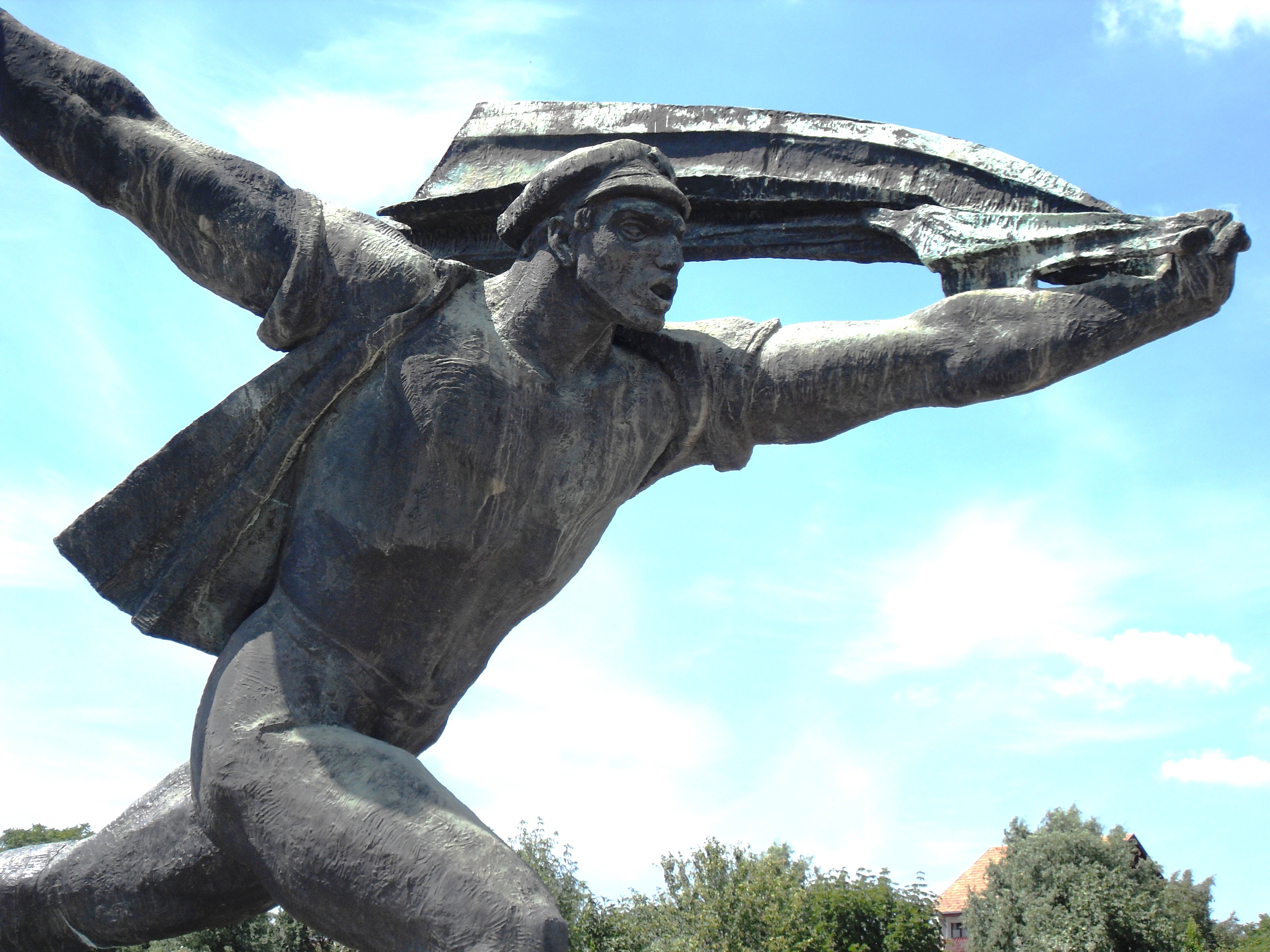
Памятник Республике Советов крупным планом
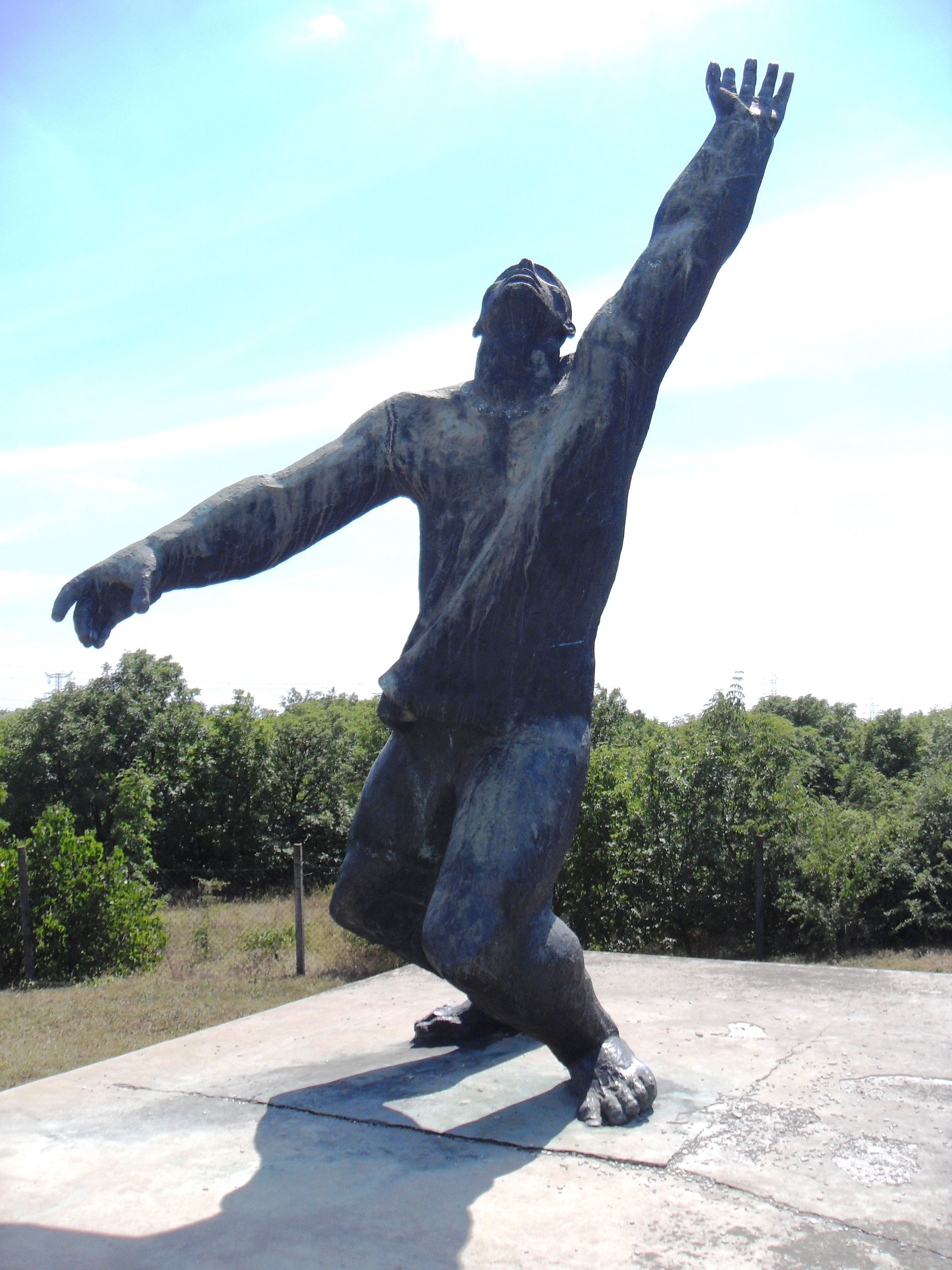
Памятник мученикам. Виктор Калло, 1960
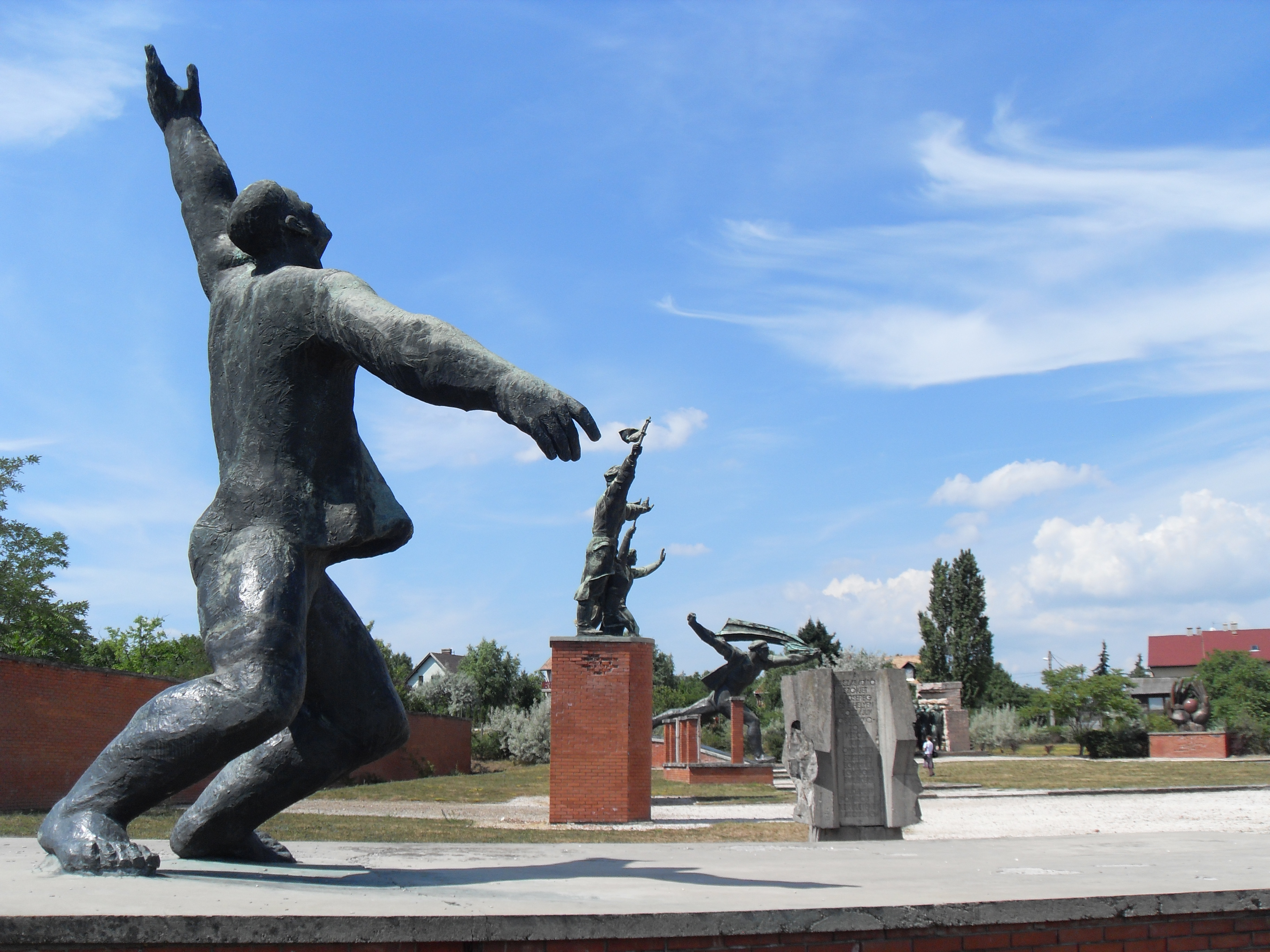
Памятник мученикам и статуя Остапенко
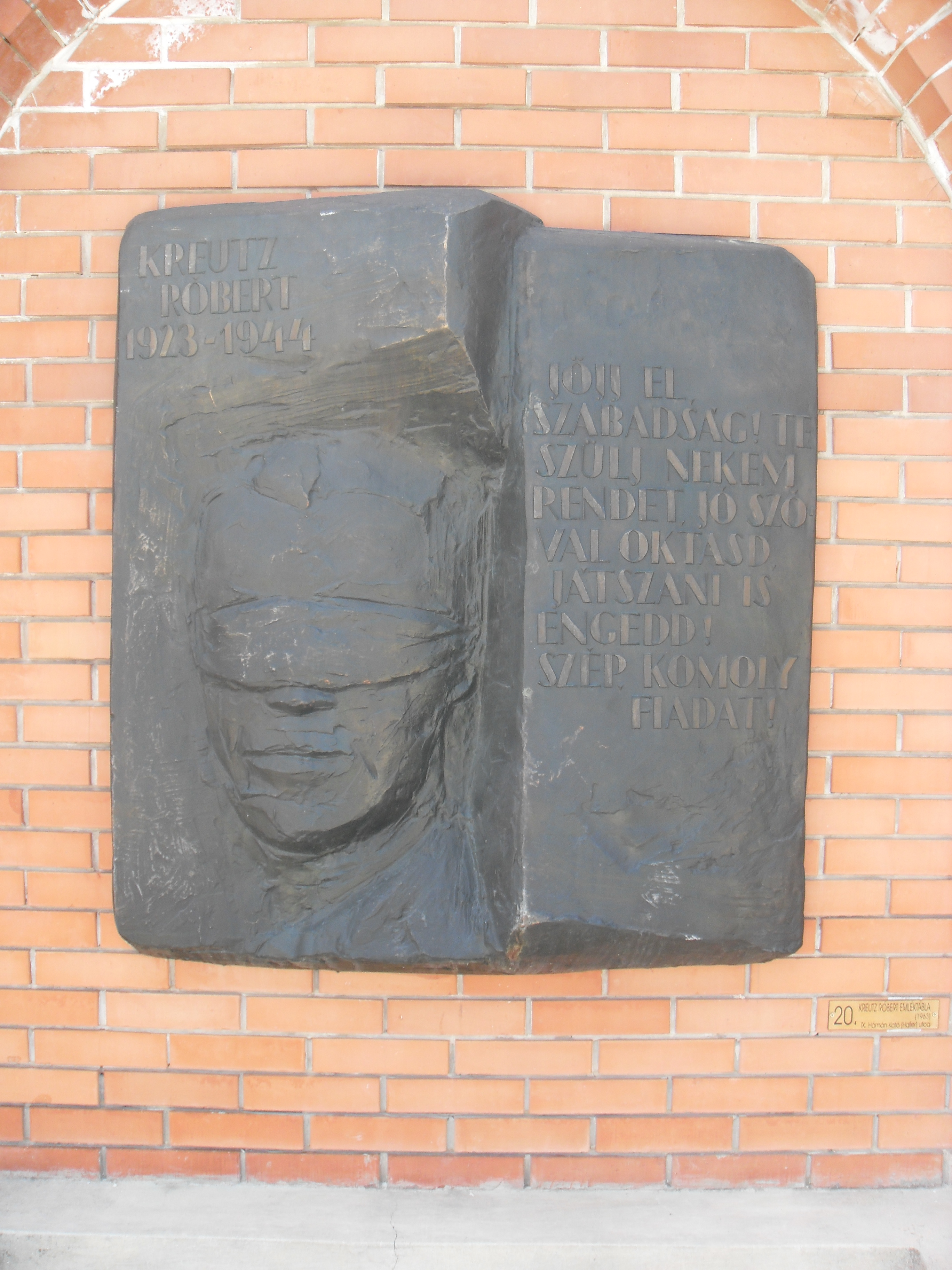
en:Róbert Kreutz мемориальная доска
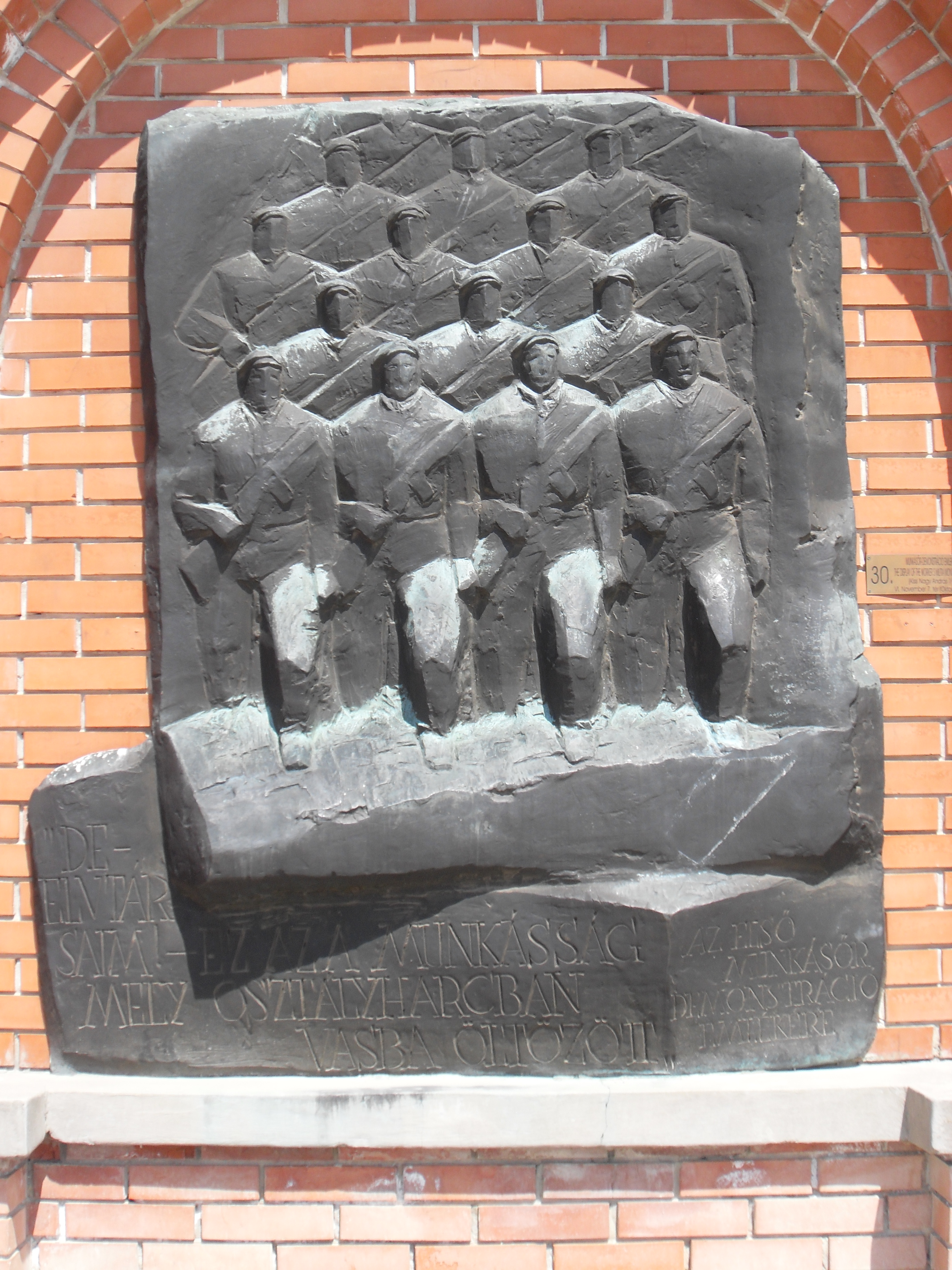
Памятник работникам милиции
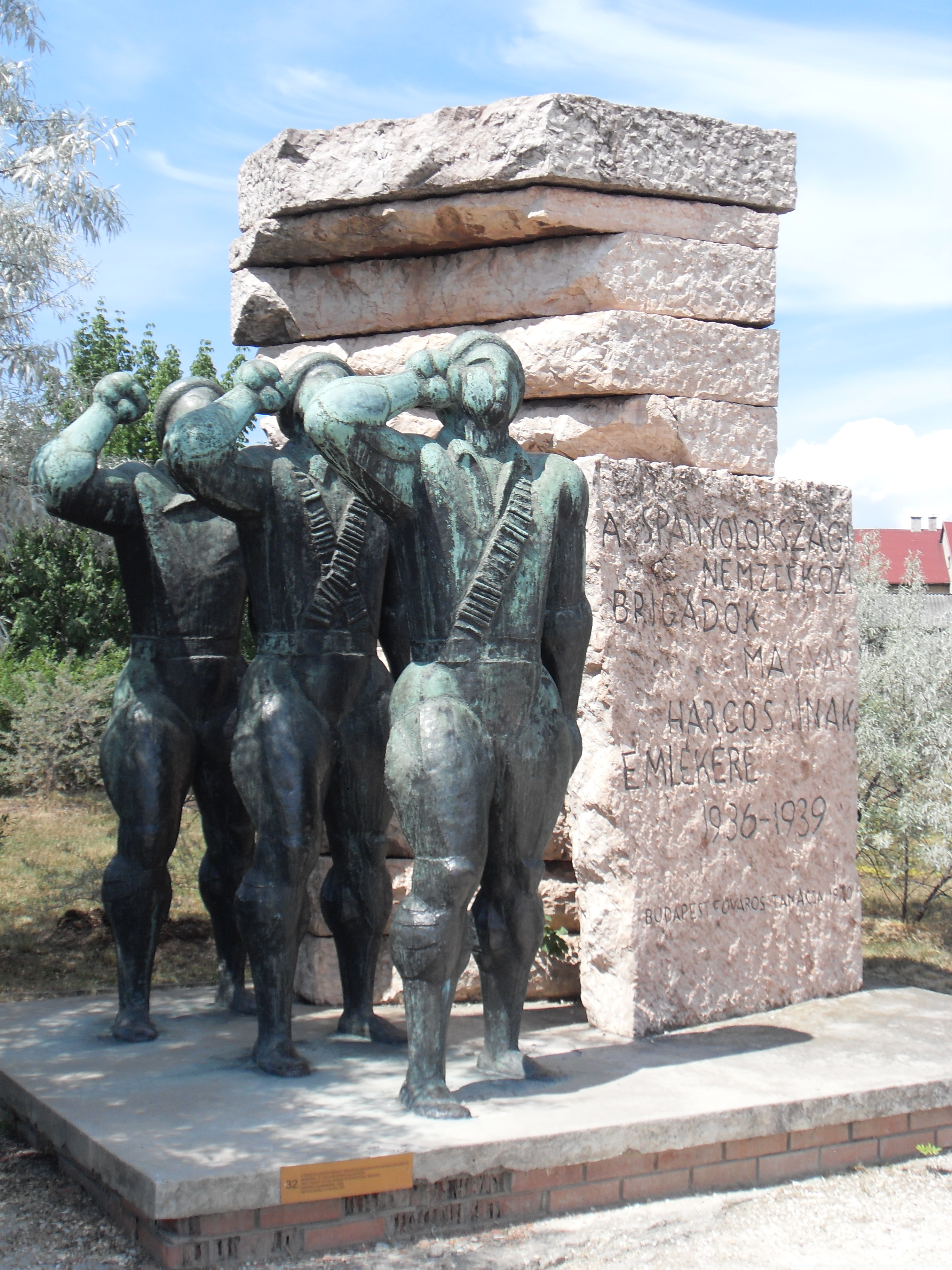
Мемориал венгерским бойцам интернациональных бригад  в Испании
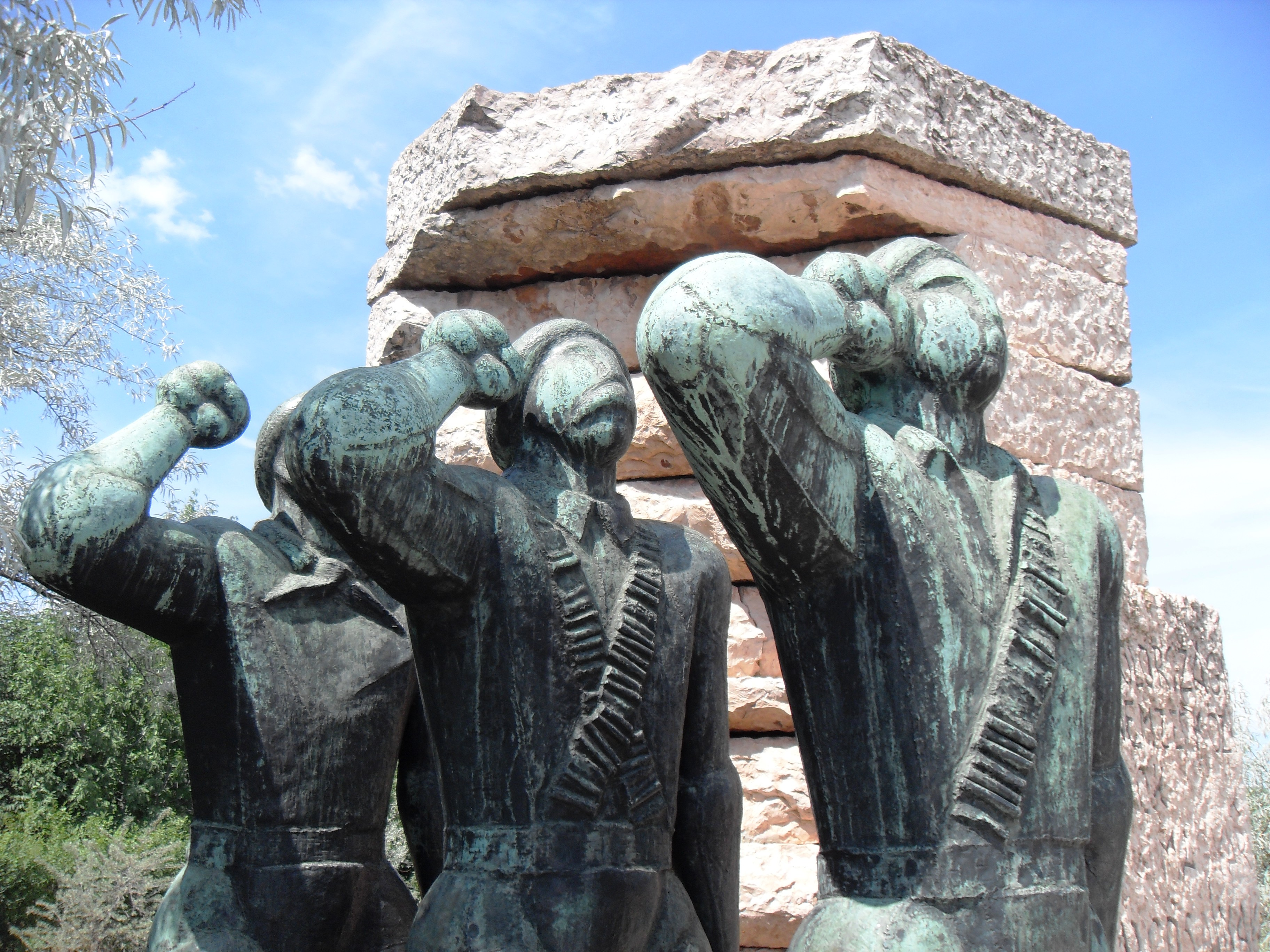
Мемориал венгерским бойцам интернациональных бригад  в Испании
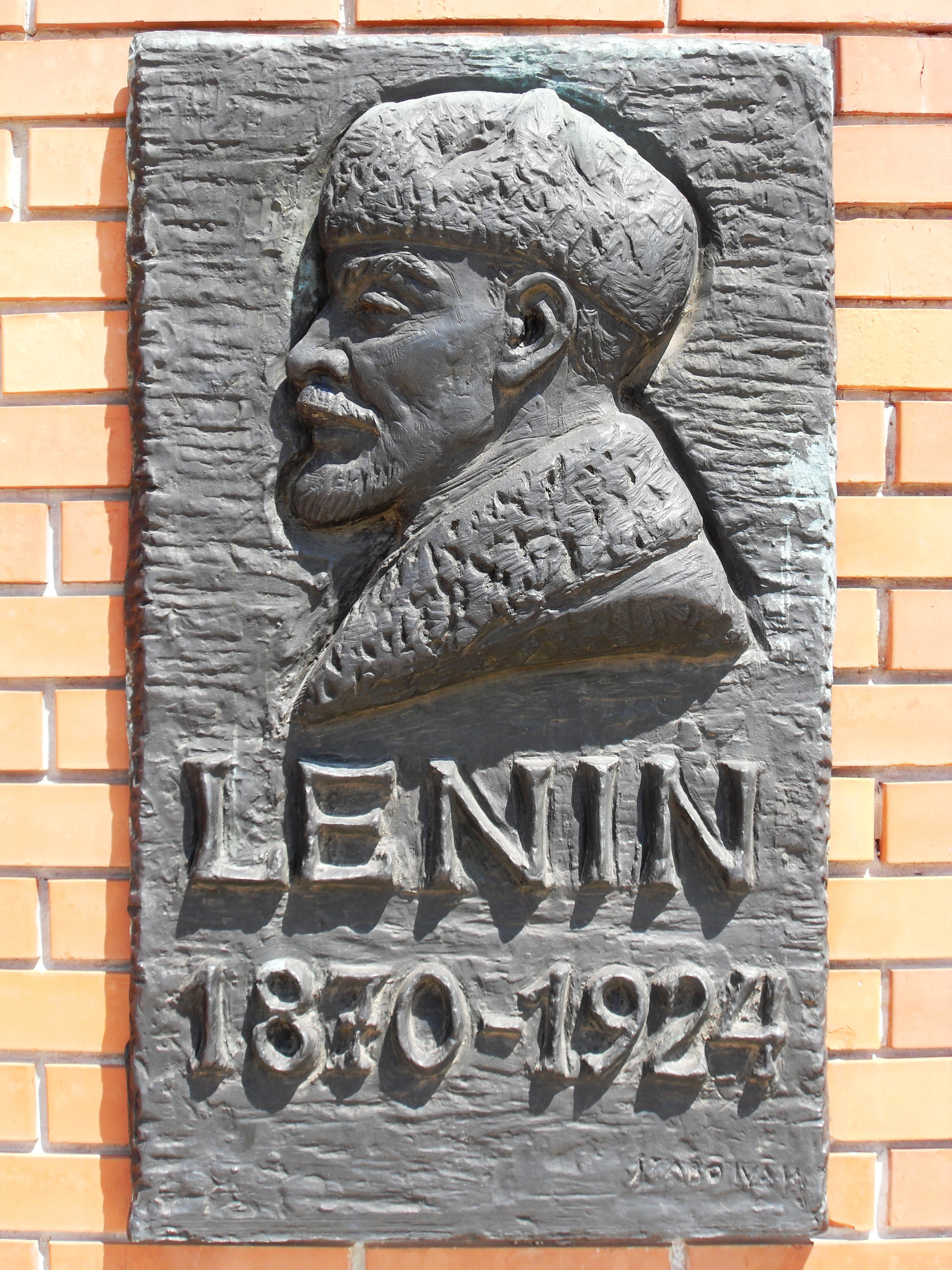
Рельеф Ленина.
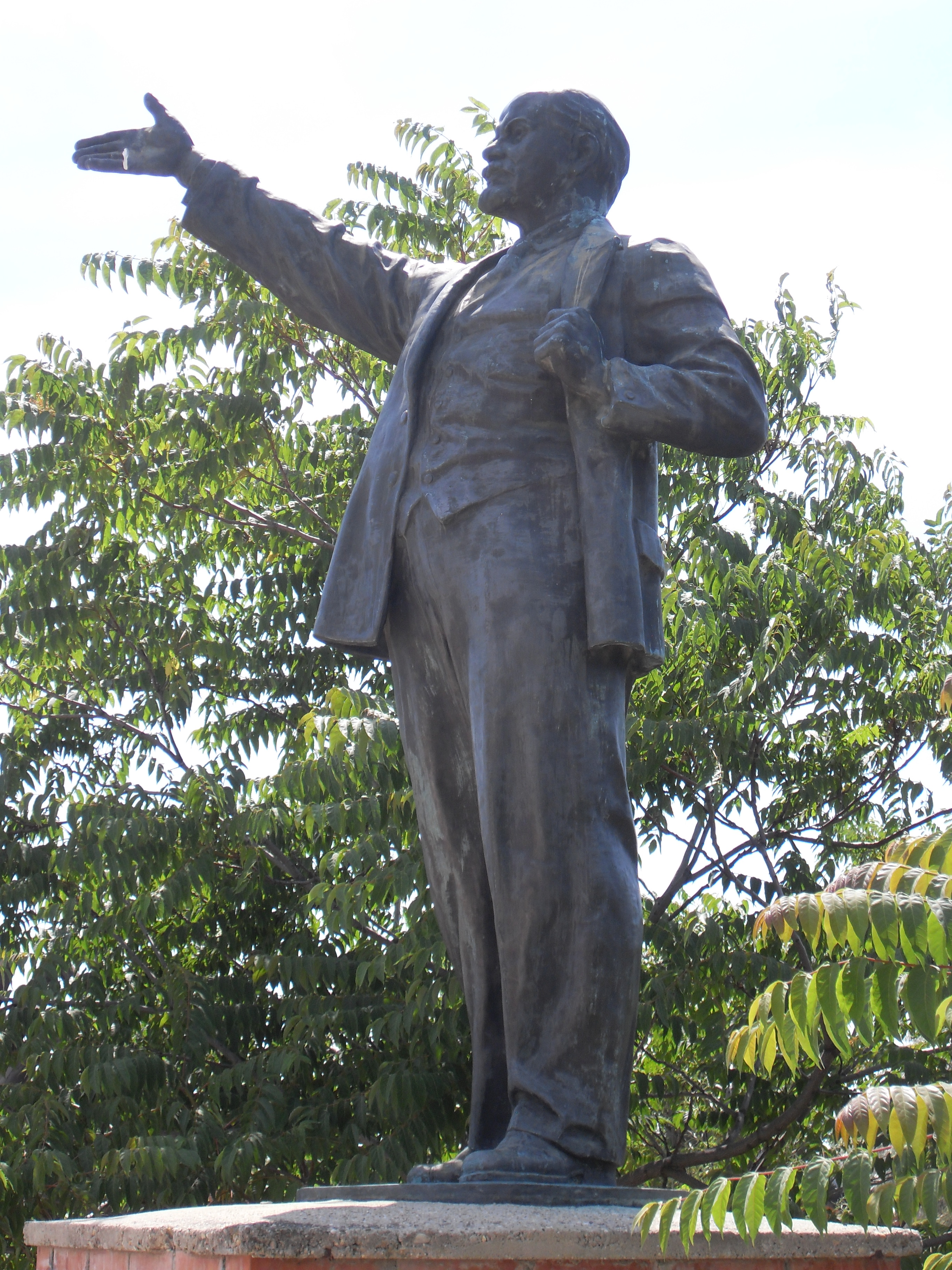
Статуя Ленина с территории металлургического завода в Чепеле
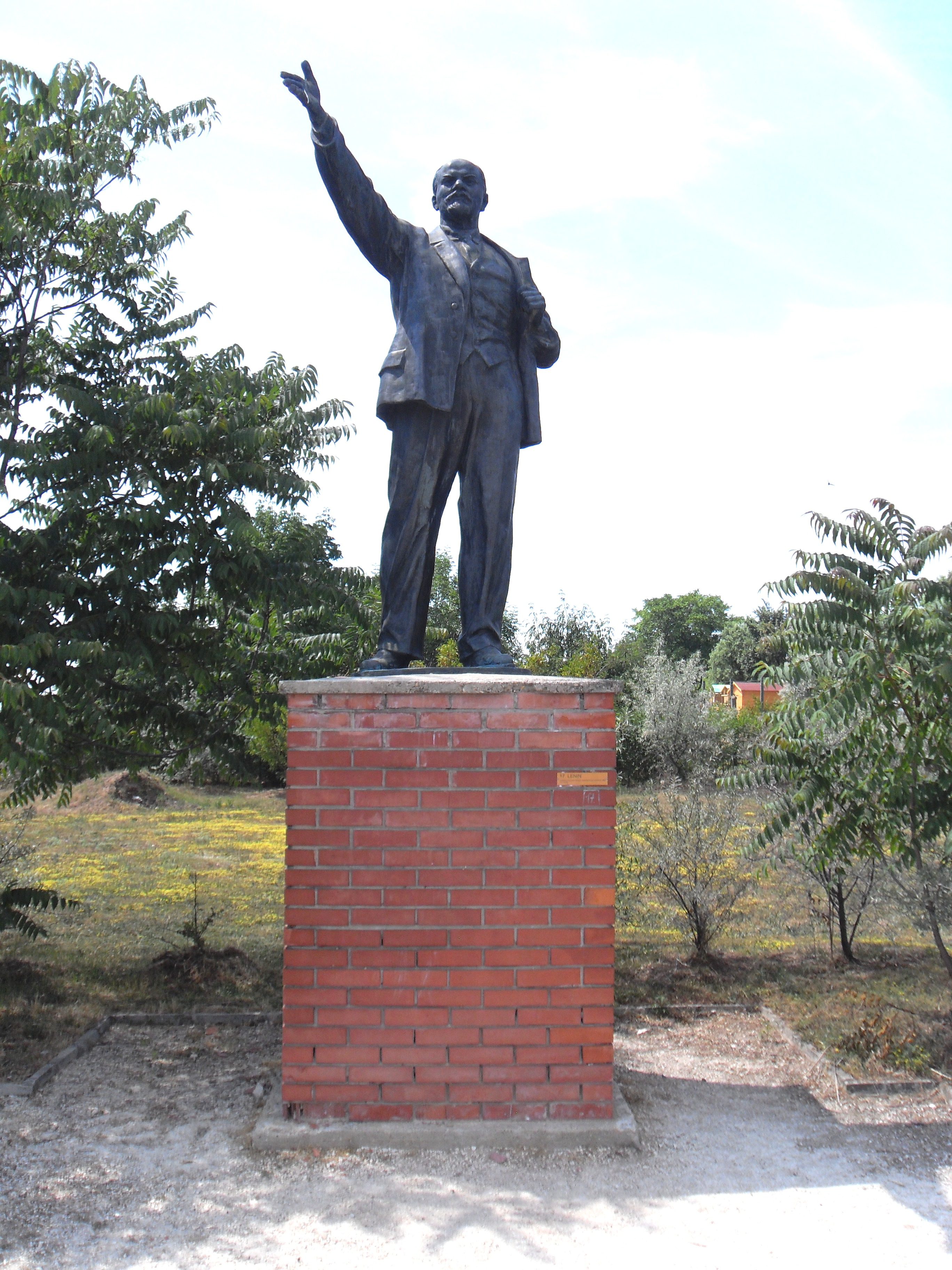
Статуя Ленина из рабочего района в Чепеле
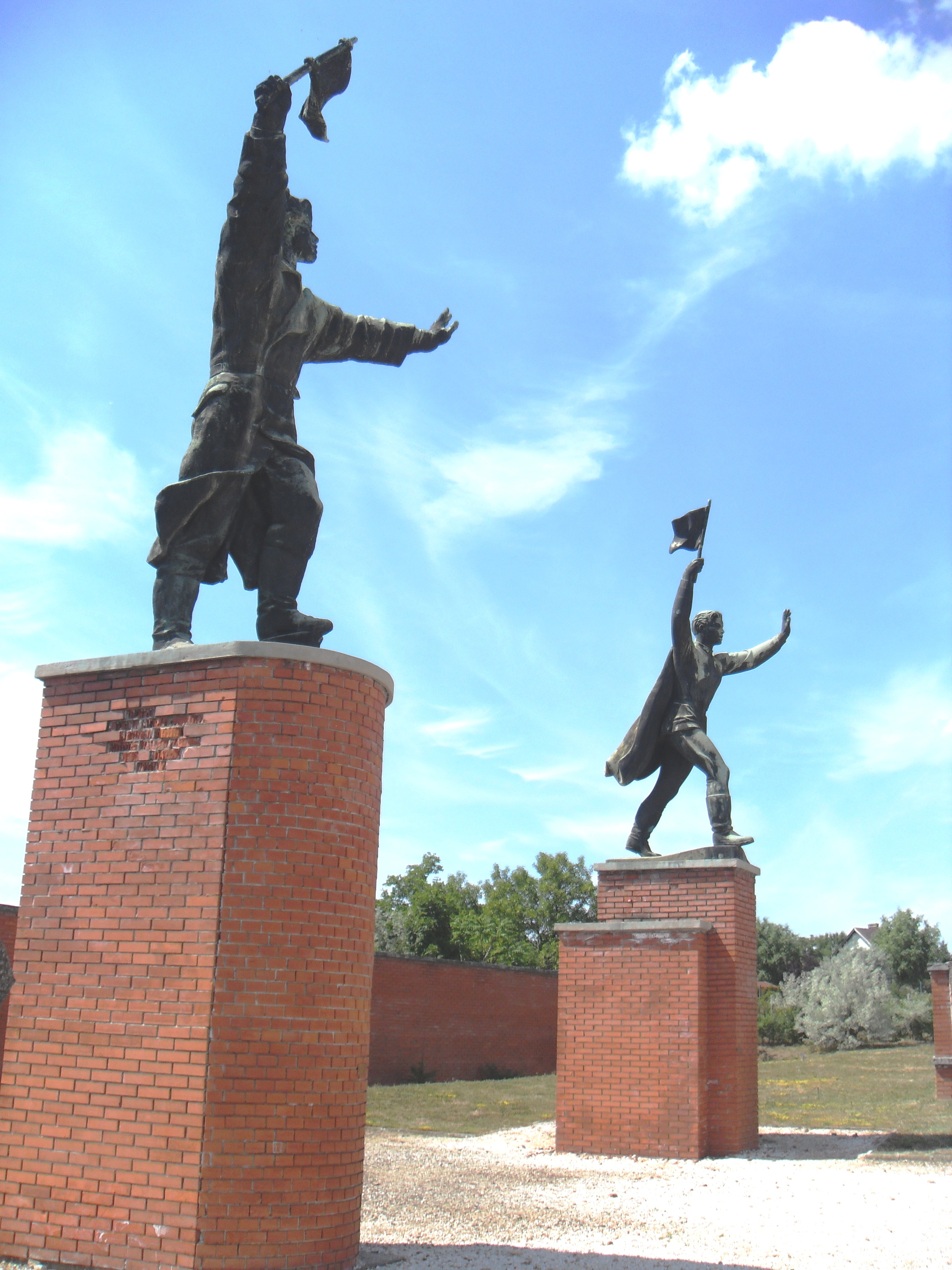
Статуи капитанов Остапенко и Штайнмеца
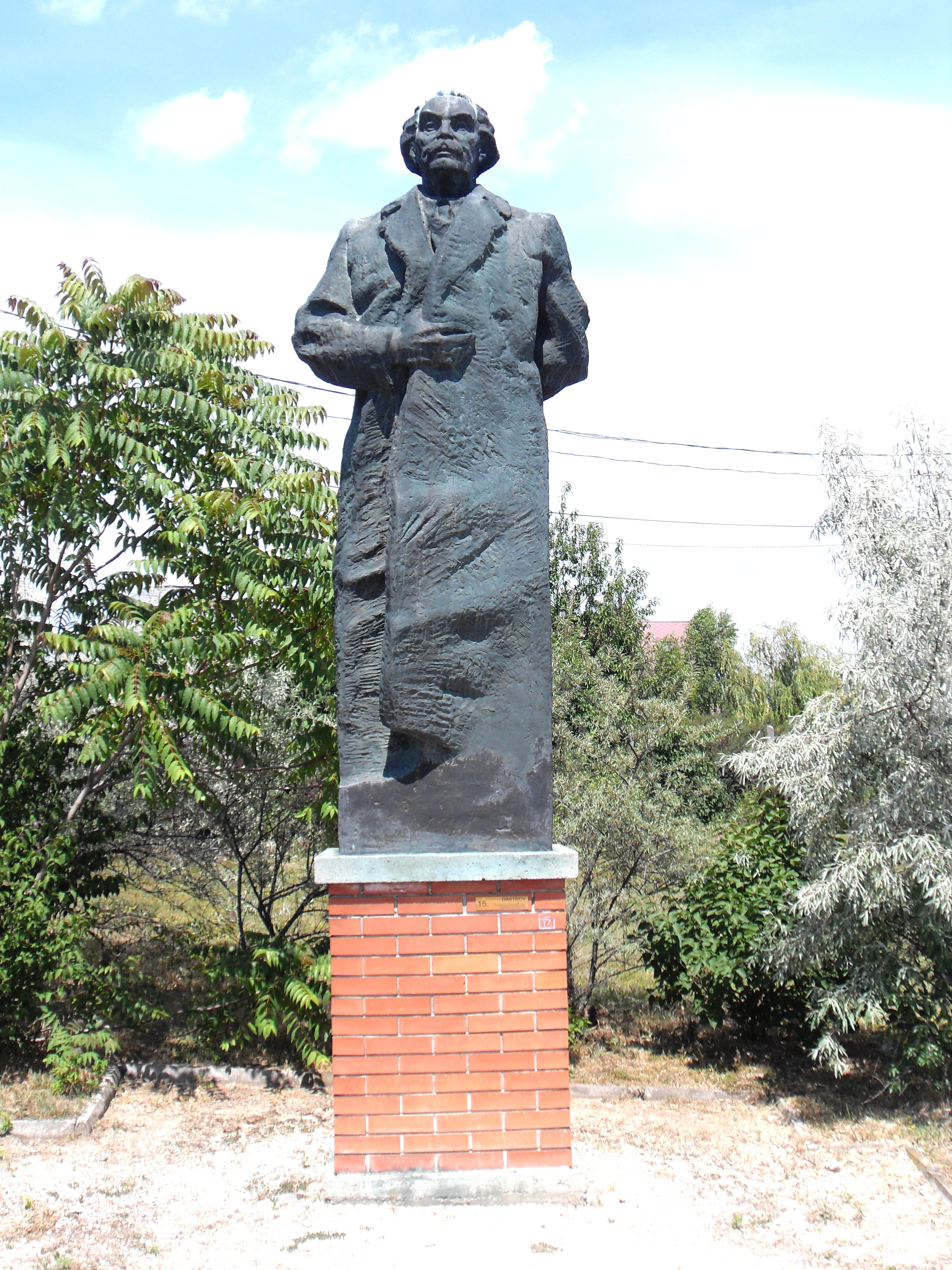
Статуя лидера Коминтерна Димитрова
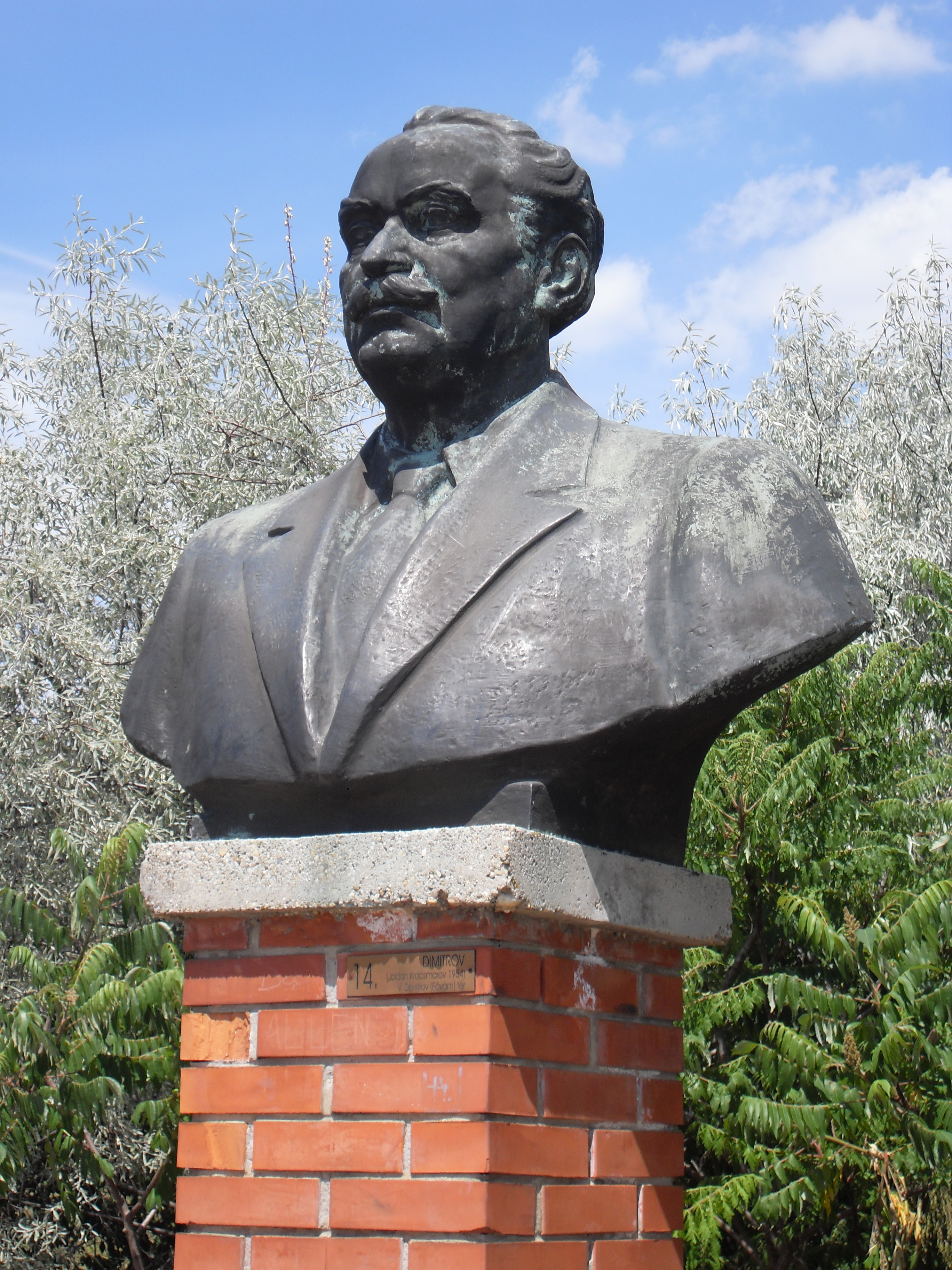
Бюст  Димитрова крупным планом
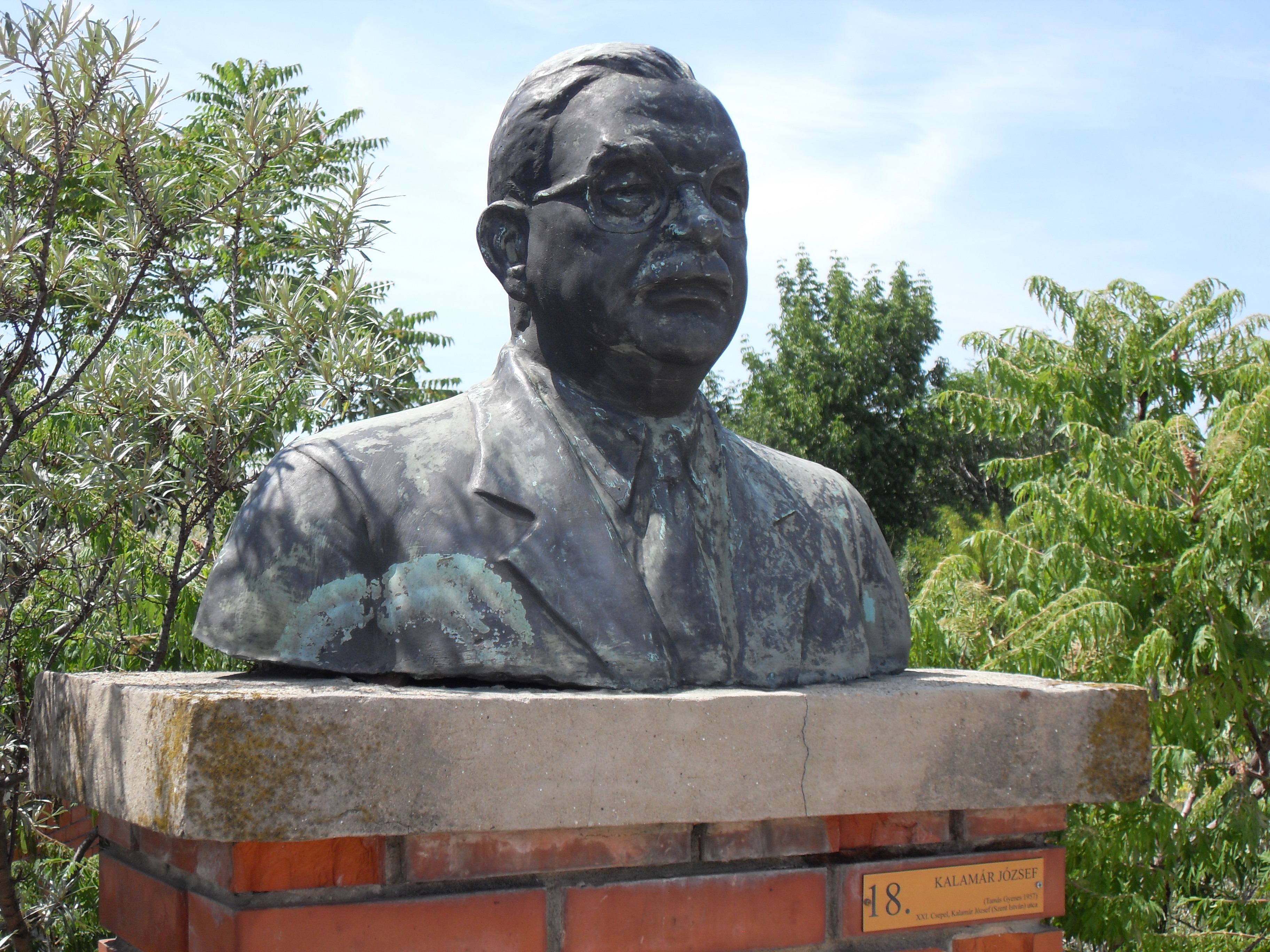
Бюст Йожефа Каламара[венг.]
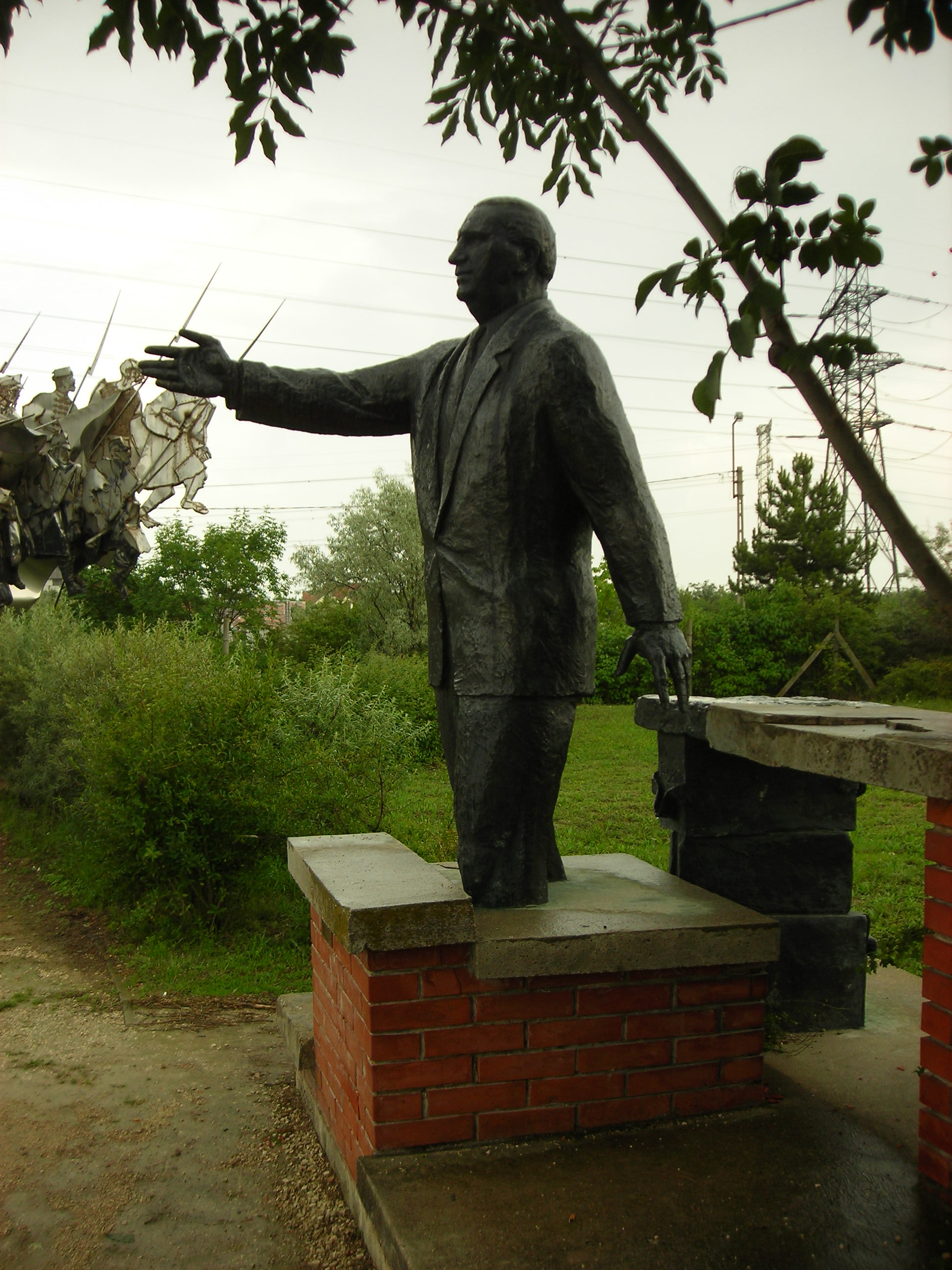
Статуя Ференца Мюнниха
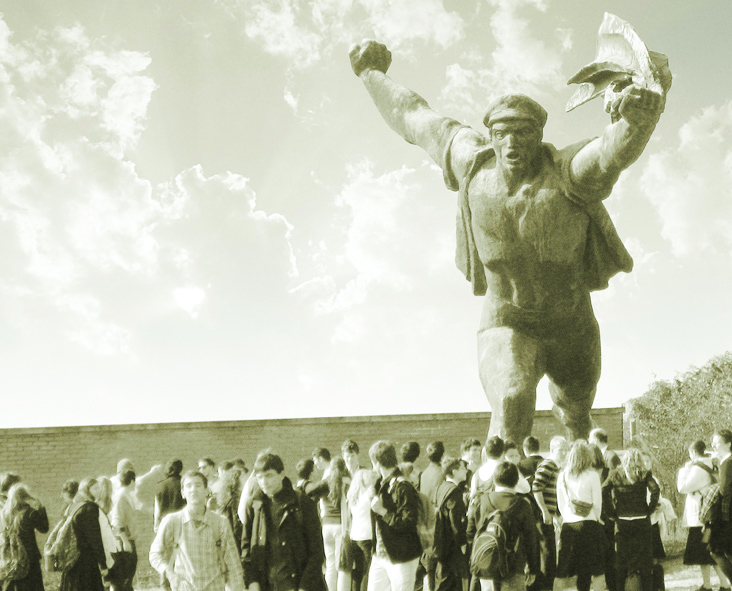
Зрители и монумент